# Теплас
Теплас — река в европейской части России, протекает по Грязовецкому району Вологодской области и Первомайскому району Ярославской области. Устье реки находится в 20 км по левому берегу реки Соть от её устья. Длина реки — 15 км.
Теплас протекает с северо-запада на юго-восток в сильно заболоченной местности, образуя границу между болотом Двинковское на юго-западе и урочищем Соколья на северо-востоке; напротив устья — болото Малые Соколья. Ближайшие населённые пункты далее чем в 5 км.

## Данные водного реестра
По данным государственного водного реестра России относится к Двинско-Печорскому бассейновому округу, водохозяйственный участок реки — (Малая) Северная Двина от начала реки до впадения р. Вычегда без рр. Юг и Сухона (от истока до Кубенского г/у), речной подбассейн реки — Малая Северная Двина. Речной бассейн реки — Северная Двина.
Код объекта в государственном водном реестре — 3020100312103000006820.